# Jessernigg
Jessernigg ist der Familienname folgender Personen:
- Josef Jessernigg (1903–1970), österreichischer Unternehmer und Metallfabrikant
- Margarete Jessernigg (1907–1944), österreichische kommunistische Widerstandskämpferin